# Adil Ramzi
Adil Ramzi (Marrakesh, 14 juli 1977) is een Marokkaans voetbaltrainer en voormalig betaald voetballer die doorgaans als aanvallende middenvelder of aanvaller speelde. Hij was van 1995 tot en met 2013 actief voor elf clubs in vijf verschillende landen. Ramzi was daarnaast van 1998 tot en met 2007 international in het Marokkaans voetbalelftal, waarvoor hij 37 wedstrijden speelde en vijf keer scoorde.

## Carrière
Ramzi begon zijn carrière bij Kawkab Marrakech in zijn geboorteland. De overstap naar Europa maakte hij twee seizoenen later, toen hij werd overgenomen door Udinese. Voor Udinese kwam hij echter niet tot spelen en datzelfde jaar trok hij nog naar Nederland om voor Willem II te gaan spelen.
Bij Willem II ontwikkelde Ramzi zich tot een degelijke Eredivisiespeler en wist ook regelmatig een doelpunt te scoren. Hij wekte met zijn spel ook de interesse van de topclubs in Nederlands en koos uiteindelijk voor een overstap naar PSV. Bij PSV wist hij zich minder te onderscheiden dan bij Willem II. Toen hij in het seizoen 2002/03 nauwelijks meer aan spelen toe kwam zocht hij zijn heil in Spanje, bij Córdoba CF dat uitkwam in de Segunda División A.
Via Córdoba kwam Ramzi terecht bij FC Twente en daarna bij AZ. Met AZ behaalde hij de halve finale van de UEFA Cup, waarin in blessuretijd werd verloren van Sporting Lissabon. In de winterstop van 2005/06 werd Ramzi door AZ verhuurd aan FC Utrecht. In zijn tweede wedstrijd voor de Utrechters maakte hij drie doelpunten in een met 1–4 gewonnen wedstrijd tegen Ajax in de Amsterdam ArenA. Ook tegen PSV en AZ scoorde hij.

## Clubstatistieken
| Seizoen | Club             | Competitie         | Duels | Goals |
| ------- | ---------------- | ------------------ | ----- | ----- |
| 1995/96 | Kawkab Marrakech | Botola Pro         | 22    | 10    |
| 1996/97 | Kawkab Marrakech | Botola Pro         | 8     | 3     |
| 1997/98 | Udinese          | Serie A            | 0     | 0     |
| 1997/98 | Willem II        | Eredivisie         | 8     | 1     |
| 1998/99 | Willem II        | Eredivisie         | 29    | 11    |
| 1999/00 | Willem II        | Eredivisie         | 17    | 7     |
| 2000/01 | PSV              | Eredivisie         | 19    | 2     |
| 2001/02 | PSV              | Eredivisie         | 26    | 4     |
| 2002/03 | PSV              | Eredivisie         | 4     | 0     |
| 2002/03 | Córdoba CF       | Segunda División A | 19    | 2     |
| 2003/04 | FC Twente        | Eredivisie         | 32    | 8     |
| 2004/05 | AZ               | Eredivisie         | 24    | 2     |
| 2005/06 | AZ               | Eredivisie         | 8     | 0     |
| 2005/06 | FC Utrecht       | Eredivisie         | 15    | 7     |
| 2006/07 | Roda JC          | Eredivisie         | 31    | 9     |
| 2007/08 | Al-Wakrah        | Qatari League      | 18    | 15    |
| 2008/09 | Al-Wakrah        | Qatari League      | 26    | 7     |
| 2009/10 | Al-Wakrah        | Qatari League      | 18    | 17    |
| 2010/11 | Al-Wakrah        | Qatari League      | 11    | 0     |
| 2010/11 | Umm-Salal SC     | Qatari League      | 9     | 2     |
| 2011/12 | Roda JC          | Eredivisie         | 32    | 1     |
| 2012/13 | Roda JC          | Eredivisie         | 9     | 1     |
| Totaal  | Totaal           | Totaal             | 378   | 109   |

## Jeugdtrainer
Ramzi stopte in 2013 met voetballen. Na een stage in de jeugdopleiding van PSV in oktober 2015 kreeg hij in 2016 een aanstelling als jeugdtrainer bij de club. Ramzi werd in februari 2016 trainer van het team tot zestien jaar. In de zomer van 2021 begon hij als assistent-coach bij Jong PSV, naast coach Ruud van Nistelrooij. Het jaar daarop werd Ramzi aangesteld als de nieuwe hoofdtrainer van Jong PSV, nadat Van Nistelrooij als nieuwe hoofdtrainer van het eerste elftal van PSV werd aangesteld. Ramzi werd hierdoor de eerste hoofdtrainer met een Marokkaanse achtergrond in het Nederlandse betaald voetbal.
In mei 2023 won hij met Jong PSV de Premier League International Cup, een toernooi voor de onder-23 teams van voornamelijk Engelse clubs.
In de zomer van 2023 stapte Ramzi over de Marokkaanse topclub Wydad AC Casablanca om daar hoofdtrainer te worden. Al na een half jaar werd hij echter ontslagen. Per 1 juli 2024 is hij aan de slag bij de KNVB als trainer van het Nederlands elftal onder 18 jaar.

## Erelijst
| CAF Cup              | 1x | 1996             |
| PSV                  |    |                  |
| Eredivisie           | 2x | 2000/01, 2002/03 |
| Johan Cruijff Schaal | 2x | 2000, 2001       |